# Batesbeltia cerussata
Batesbeltia cerussata är en skalbaggsart som beskrevs av Lane 1964. Batesbeltia cerussata ingår i släktet Batesbeltia och familjen långhorningar. Inga underarter finns listade.